# Arevis
Arevis (o Aravus, in armeno Արևիս; precedentemente Shaharshik/Shehirchik/Sapar Ali) è un comune dell'Armenia, precisamente della provincia di Syunik; nel 2010, ovvero nell'ultimo censimento, si contavano 140 abitanti.